# Aglauros (córka Kekropsa)

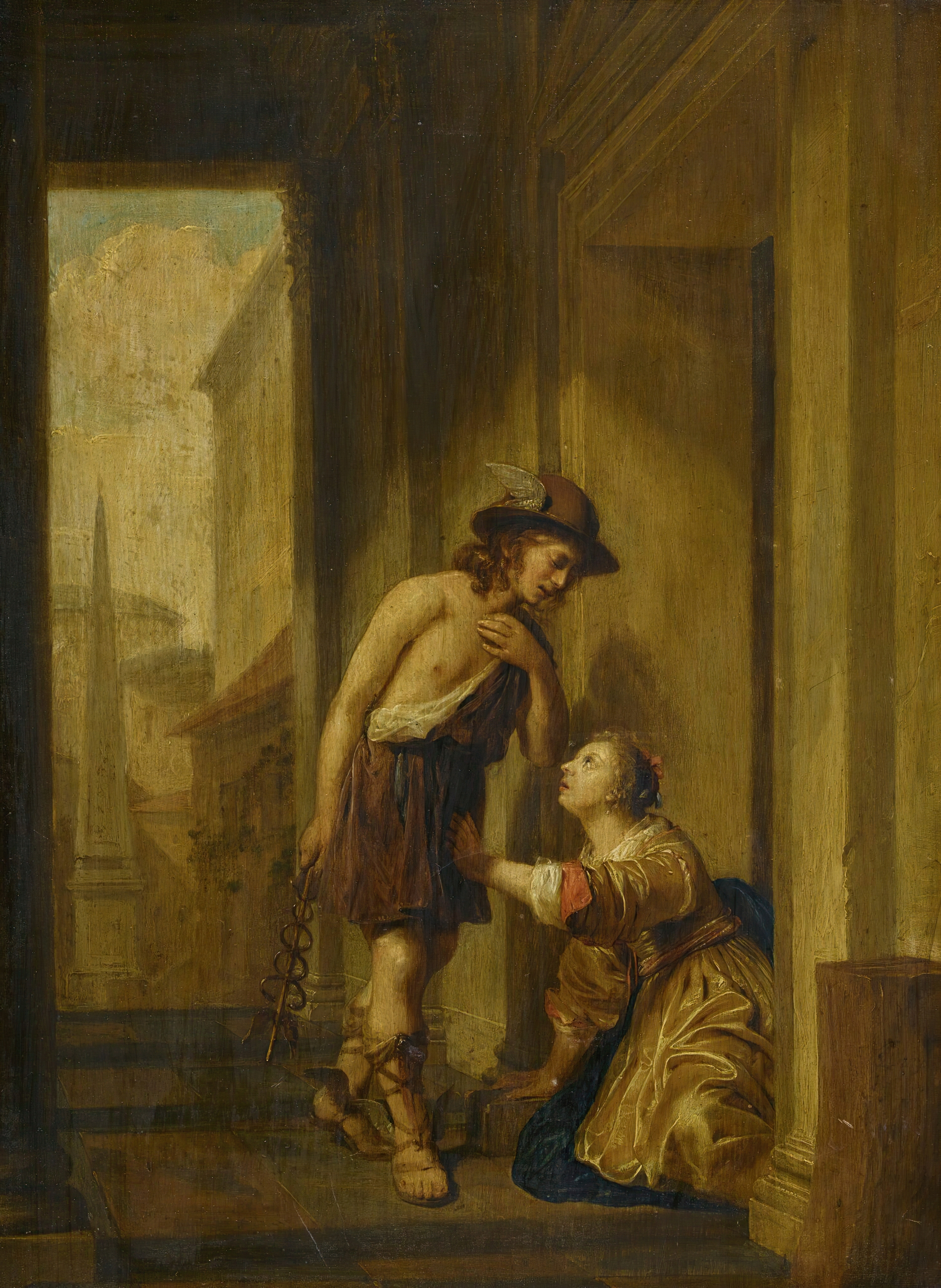
Mercury i Aglauros przy drzwiach komnaty Herse - Jan de Bray

Aglauros (także Agraulos, Aglaulos, Aglaure, Aglaule) – w mitologii greckiej królewna ateńska, córka Kekropsa i jego żony także imieniem Aglauros, siostra Herse i Pandrosos.

## Mitologia
Istnieje kilka (częściowo ze sobą sprzecznych) mitów z nią związanych:
- Aglauros przedstawiana jest jako kochanka Aresa i matka jego córki Alkippe.
- Aglauros występuje w micie o Erichtoniosie jako jedna z opiekunek tego herosa. Wbrew woli Ateny Herse i Aglauros zajrzały do zamkniętego koszyka, w którym znajdował się Erichtonios. Ujrzawszy dziecko w splotach węża, młode kobiety oszalały ze strachu i rzuciły się ze skał Akropolu. W wersji znanej z Metamorfoz Owidiusza szaleństwo ogarnęło tylko Herse, inicjatorkę złamania rozkazu bogini. Owidiusz przedstawia też Aglauros jako zazdrosną o romans Herse z Hermesem. Usiłowała przeszkadzać bogu i w końcu została przez niego zamieniona w kamień.
- Trzecia, mniej znana wersja mówi, że Aglauros złożyła się w ofierze, aby zakończyć długotrwałą wojnę, gdy dowiedziała się, że wojna skończy się tylko wtedy, jeżeli ktoś z obywateli złoży się w dobrowolnej ofierze. Wówczas Aglauros rzuciła się ze skał Akropolu. Ateńczycy poświęcili jej czci sanktuarium w grocie na zboczu Akropolu, w którym młodzieńcy ateńscy otrzymywali swoją pierwszą zbroję i składali przysięgę na wierność ojczyźnie. Święto i misteria ku czci Aglauros obchodzono w Atenach, a od jej imienia otrzymał nazwę jeden z demów ateńskich. Według Porfiriusza Aglauros czczono także na Krecie, gdzie składano jej ofiary z ludzi.

## Aglauros w literaturze antycznej
- Apollodoros, Biblioteka 14, 2; 14, 6
- Pauzaniasz, Wędrówka po Helladzie I, 18, 2
- Hygin, Fabulae 166
- Owidiusz, Metamorfozy II, 560 i nast.; 710-835
- Księga Suda pod hasłem Agraulos
- Hezychiusz, pod hasłem Agraulos
- Porfiriusz, De abstinentia I, 2
- Plutarch, Alkibiades 15